# Henryk Woźniak (kolarz)
Henryk Woźniak (ur. 14 października 1946 w Sieradzu, zm. 3 marca 1994) – polski kolarz szosowy i trener kolarstwa. Medalista mistrzostw Polski. Reprezentant Polski.
Był zawodnikiem LZS Nowogard, Legii Warszawa, LZS Gryf Szczecin i Górnika Klimontów. W swojej karierze był mistrzem Polski w wyścigu drużynowym na 100 km (1967 z Legią Warszawa), brązowym medalistą mistrzostw Polski w tej samej konkurencji w 1968, a także wicemistrzem Polski w jeździe parami (1970 ze Stanisławem Labochą). W 1966 wygrał dwa, a w 1968 i 1970 po jednym z etapów Tour de Pologne. W 1968 zwyciężył także w klasyfikacji do lat 23, a w 1970 w klasyfikacji najaktywniejszych Tour de Pologne, a w klasyfikacji końcowej był czwarty. W 1966 przez pięć etapów, a w 1970 przez dwa jechał w koszulce lidera wyścigu. Trzykrotnie zwyciężał w wyścigu Dookoła Mazowsza (1964, 1966, 1967).
Dwukrotnie startował na mistrzostwach świata, w 1967 zajął 22. miejsce w wyścigu indywidualnym i 7. w wyścigu drużynowym na 100 km, w 1970 był 62. w wyścigu indywidualnym
Po zakończeniu kariery sportowej pracował jako trener, stworzył sekcję kolarską w Górniku Polkowice, w latach 1991-1993 był członkiem zarządu Polskiego Związku Kolarskiego.